# Малатия (вилает)
Мала̀тия (на турски: Malatya) е вилает в Източноцентрална Турция. Административен център на вилаета е едноименният град Малатия.
Вилает Малатия е с население от 740 643 жители (към 2010 г.) и обща площ от 12 313 кв. км. Вилает Малатия е разделен на 14 общини:
Съществен дял от икономиката има производството на кайсии, като
95 % от производството на сушени кайсии в Турция е в Малатия.
- Акчадаг
- Арапгир
- Аргуван
- Батталгази
- Даренде
- Доганшехир
- Доганьол
- Йешилюрт
- Кале
- Кулунджак
- Малатия
- Пютюрге
- Хекимхан
- Язъхан

## Население
Численост на населението според преброяванията през годините:
| Година | Численост |
| 1990   | 704 359   |
| 2000   | 853 658   |
| 2011   | 749 225   |